# جغرافیای جمهوری دموکراتیک کنگو

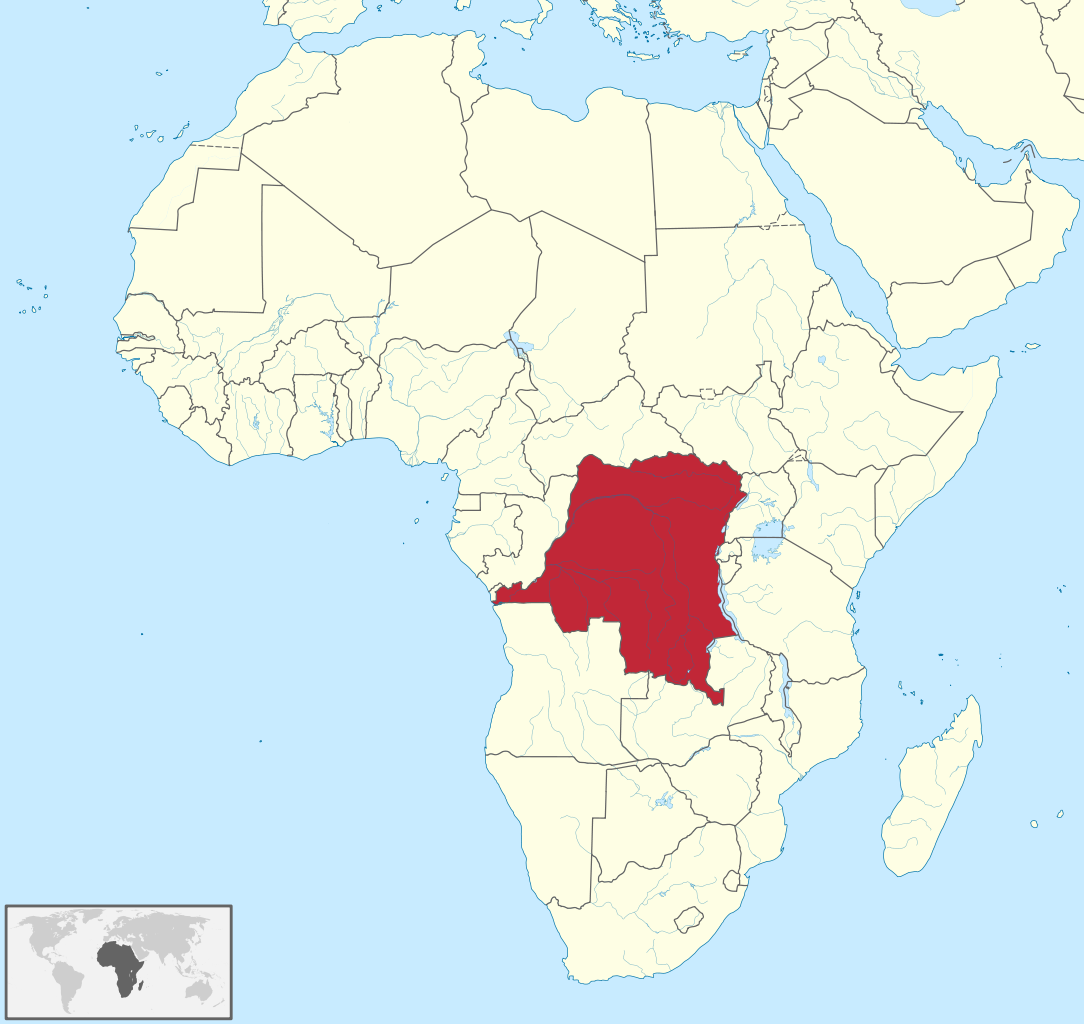
موقعیت جمهوری دموکراتیک کنگو در آفریقا.

نقشه سیاسی جمهوری دموکراتیک کنگو.

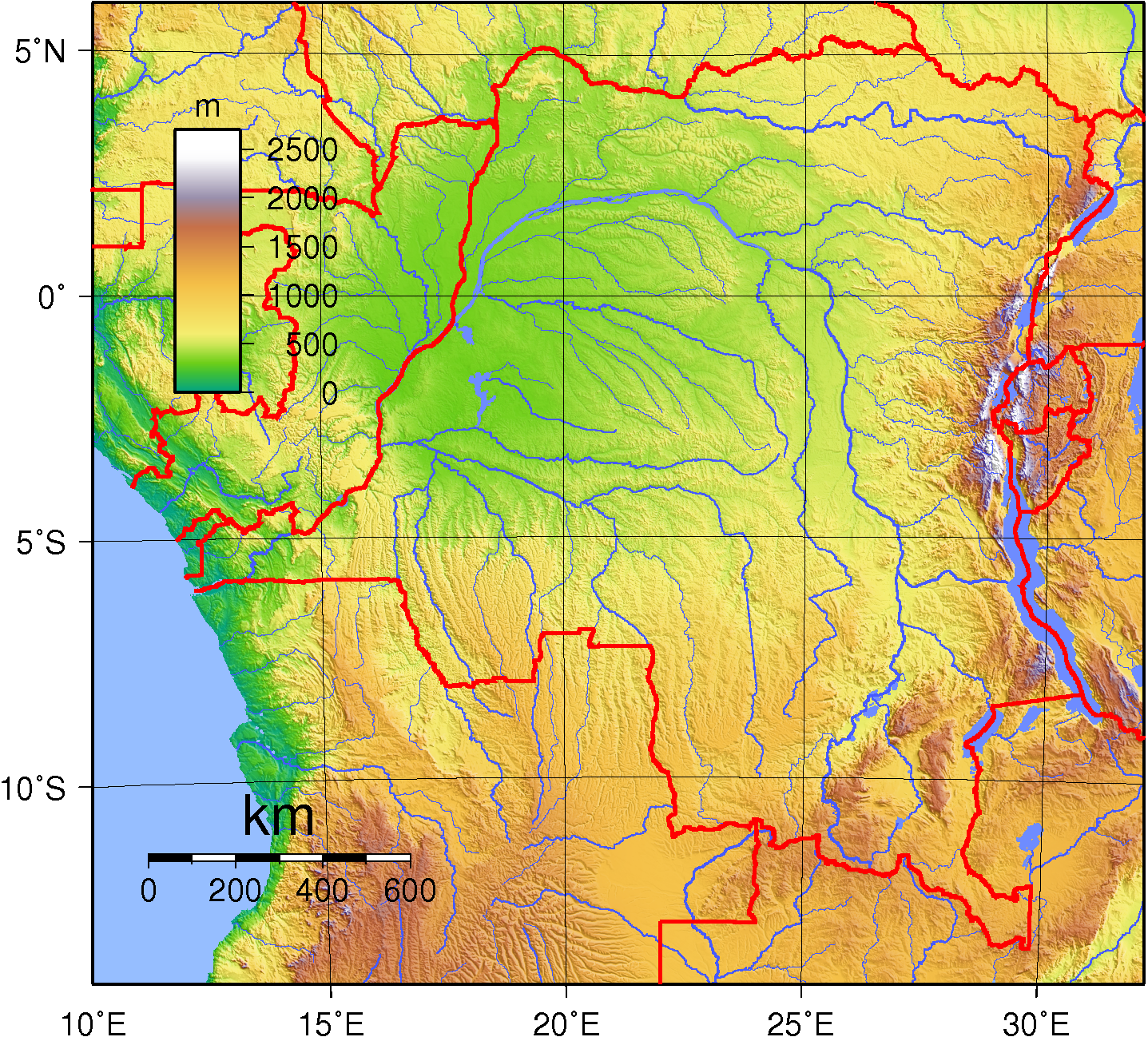
نقشه ناهمواری‌های جمهوری دموکراتیک کنگو.

جمهوری دموکراتیک کنگو بزرگ‌ترین کشور منطقه جنوب صحرای بزرگ آفریقا است و حدود ۲٬۳۴۴٬۸۵۸ کیلومتر مربع وسعت دارد.
جمهوری دموکراتیک کنگو در قلب بخش غربی-مرکزی آفریقای سیاه قرار دارد و (از جهت حرکت عقربه‌های ساعت از جنوب غربی) با آنگولا، جمهوری کنگو، جمهوری آفریقای مرکزی، سودان، اوگاندا، رواندا، بروندی، تانزانیا (توسط دریاچه تانگانیکا) و زامبیا هم‌مرز است. خط استوا از قلمرو جمهوری دموکراتیک کنگو می‌گذرد و یک سوم این کشور در شمال این خط و دو سوم آن در جنوب استوا جای گرفته‌است. این کشور از طریق یک محدوده باریک که از رودخانه کنگو به خلیج گینه می‌رسد، به اقیانوس اطلس دسترسی دارد.
بیشتر خاک این کشور در فرورفتگی گستردهٔ حوضه رودخانه کنگو قرار دارد. منطقه وسیع و کم‌ارتفاع مرکزی این کشور، حوضه‌ای فلات‌شکل است که به سمت غرب شیب دارد و توسط جنگل‌های بارانی گرمسیری پوشیده شده و رودخانه‌های پرشماری از آن عبور می‌کنند.
مرکز جنگلی کشور با ایوان‌های طبیعی کوهستانی در غرب احاطه شده‌است. فلات‌ها در جنوب و جنوب غربی کشور به زمین‌های گرم‌دشتی ختم می‌شوند. علفزارهای متراکم فراتر از رودخانه کنگو در شمال امتداد پیدا می‌کنند. در مرزهای شرقی کشور با رواندا و اوگاندا، در کوهستان روونزوری کوه‌های مرتفعی که گاه ارتفاعی بالاتر از ۵ هزار متر دارند، یافت می‌شود.
جغرافیای این کشور شامل آتشفشان‌های فعال در نزدیکی شهر گوما، کوه‌ها در شرق و مناطق پست در اطراف رودخانه کنگو است که سیل فصلی را تجربه می‌کنند.

## آب و هوا

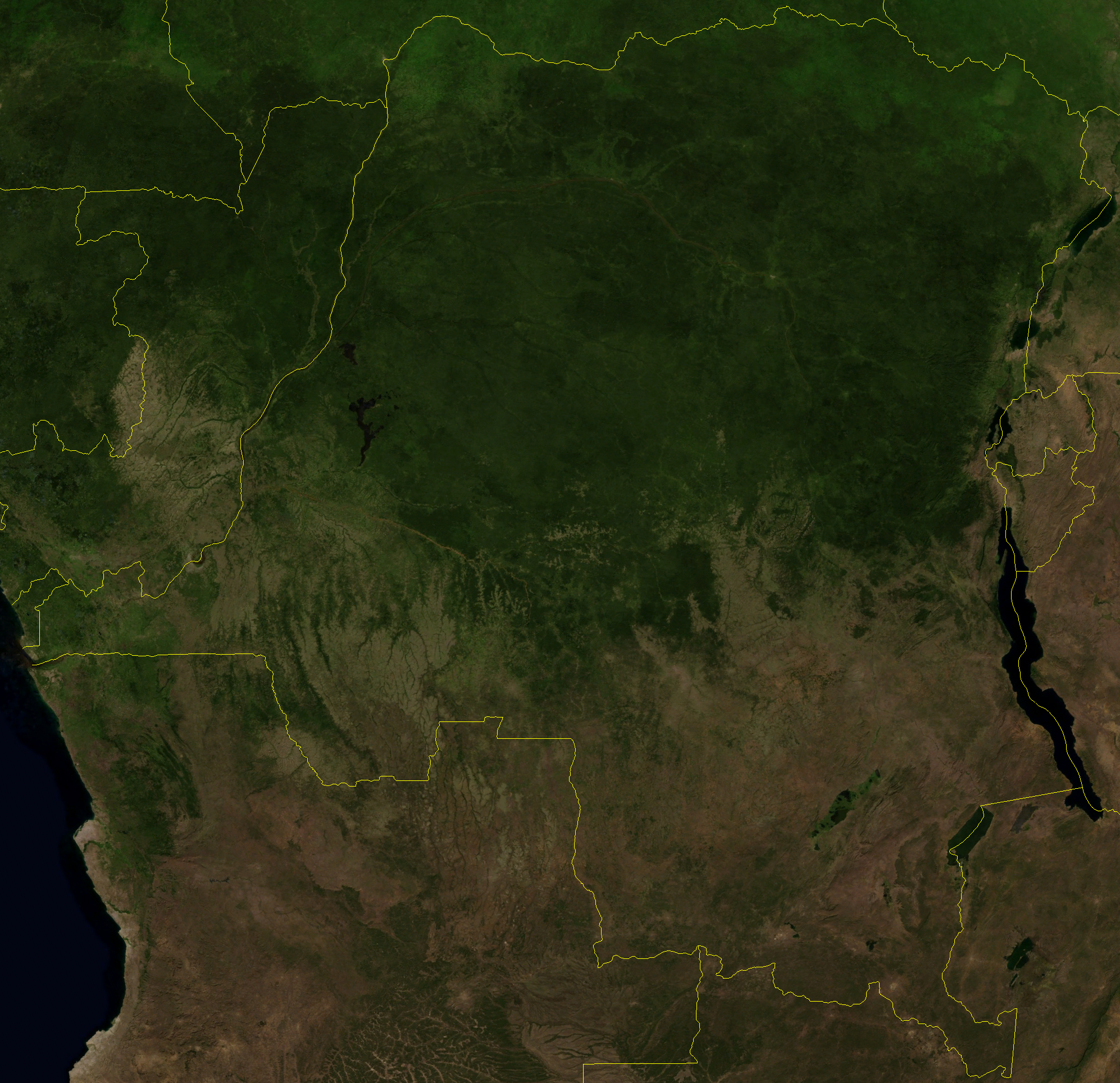
نقشه جنگل‌های بارانی جمهوری دموکراتیک

در نتیجه موقعیت استوایی خود، کنگو بارش زیادی دریافت می‌کند و بیشترین تعداد رعد و برق در جهان را دارد. بارندگی سالانه در برخی نقاط از ۸۰ اینچ فراتر می‌رود و این بارش‌ها دومین جنگل بارانی بزرگ جهان (پس از جنگل آمازون) را حفظ می‌کند. این جنگل‌ها بیشتر حوضه وسیع و کم‌ارتفاع مرکزی رودخانه کنگو را که در غرب به سمت اقیانوس اطلس شیب دارد، پوشش می‌دهد.
آب و هوای جمهوری دموکراتیک کنگو از جنگل‌های بارانی گرمسیری در حوضه رودخانه کنگو تا مناطق گرمسیری مرطوب و خشک در ارتفاعات جنوبی تا ارتفاعات گرمسیری در نواحی شرقی بالای ۲۰۰۰ متر ارتفاع متغیر است. به‌طور کلی، درجه حرارت و رطوبت بسیار بالا است. بیشترین و کمترین دمای متغیر در جنگل‌های استوایی یافت می‌شود، جایی که اما روزها دما بین ۳۰ تا ۳۵ درجه سانتی‌گراد متغیر است و دمای پایین شب به ندرت به زیر ۲۰ درجه سانتی‌گراد می‌رسد.
میانگین دمای سالانه حدود ۲۵ درجه سانتی‌گراد است. در ارتفاعات جنوبی، به ویژه در جنوب شرقی، زمستان‌ها سرد و خشک و تابستان‌ها گرم و مرطوب است. منطقه‌ای که زنجیره‌ای از دریاچه‌ها را از دریاچه آلبرت تا دریاچه تانگانیکا در ارتفاعات شرقی دربر می‌گیرد دارای آب و هوای مرطوب و معتدل‌تر است. قسمت‌های کوهستانی سردتر است، اما رطوبت با ارتفاع افزایش می‌یابد تا به نقطه اشباع برسد. مه تقریباً دائمی بر برخی از دامنه‌ها، به ویژه در کوه‌های روونزوری حاکم است.

## گیاهان و جانوران
جنگل‌های بارانی جمهوری دموکراتیک کنگو دارای تنوع زیستی زیادی از جمله بسیاری از گونه‌های نادر و بومی است. این کشور ۴۷ درصد از جنگل‌های آفریقا را در خود جای داده و رویشگاه چندین گونه نادر از درختان است. سازمان آموزشی، علمی و فرهنگی ملل متحد (یونسکو) پنج پارک ملی کنگو، یعنی پارک‌های ملی گارامبا، کاهوزی بیگا، سالونگا و ویرونگا و ذخیره‌گاه حیات وحش اوکاپی-را به عنوان «میراث جهانی در معرض خطر» فهرست کرده و علت آن را تهدیدات ناشی از درگیری‌ها و معدنکاری ذکر کرده‌است.
گونه‌های کمیاب پستانداران در این کشور شامل شامپانزه معمولی و بونوبو (شامپانزه کوتوله)، گوریل کوهی، زرافه گردن‌کوتاه (فقط در کنگو یافت می‌شود) و کرگدن سفید است. سایر حیوانات یافت شده شامل شیر، پلنگ، فیل، زرافه، پرندگان عجیب و بسیاری از خزندگان و حشرات است.
جنگ داخلی و در نتیجه شرایط نامناسب اقتصادی بسیاری از این تنوع زیستی را به خطر انداخته‌است. بسیاری از نگهبانان پارک‌های ملی کشور یا کشته شده‌اند یا توان ادامه کار خود را ندارند. جنگل‌زدایی، گسترش زیستگاه انسان‌ها و شکار غیرقانونی همه عوامل مؤثر بر حیات وحش جمهوری دموکراتیک کنگو هستند.
از حدود یک قرن گذشته، جمهوری دموکراتیک کنگو به مرکز مشکل «گوشت جنگل» در مرکز آفریقای تبدیل شده‌است. این اصطلاح به شکار بی‌رویه حیوانات وحشی اشاره دارد که از طریق دام گذاشتن و کشتن حیوانات با اسلحه صورت می‌گیرد و آسیب فراوانی به محیط زیست زده‌است. تبدیل شهرهایی مانند کینشاسا به بازار اصلی «گوشت جنگل»، این مشکل را تشدید کرده‌است.